# Kalamazoo Football Club
Kalamazoo FC (KZFC) é um clube de futebol de Kalamazoo, Michigan, Estados Unidos. O clube compete na USL League Two, a quarta divisão da pirâmide do futebol americano. O clube manda seus no Soisson-Rapacz-Clason Field (também conhecido como Mayor's Riverfront Stadium) é a sede do clube.  Tem capacidade para 2.200 espectadores.

## História do time

### 2015
O Kalamazoo FC foi fundado pelo empresário local Mike Garrett . Em 21 de dezembro de 2015, o clube recebeu oficialmente o nome de  "Kalamazoo FC", com isso, o clube se tornou o sexto e mais novo membro da NPSL do estado de Michigan. 

### 2016
O KZFC jogou seu primeiro jogo oficial contra o AFC Ann Arbor no dia 13 de maio em Ann Arbor, Michigan. O resultado da partida resultaria em uma derrota por 2-1 para o AFC Ann Arbor. O primeiro gol na história da franquia do Kalamazoo FC veio aos trinta minutos de jogo do meio-campista Jose Garcia para colocar o time visitante na frente por 1-0.
A primeira vitória na história da franquia aconteceu em 22 de maio, contra o Detroit City FC, diante de um público de 1.585 espectadores. 
A série com o Michigan Stars foi a única em que o Kalamazoo FC conseguiu vencer as duas partidas e a série Ann Arbor foi a única em que o KZFC perdeu as duas partidas, todas as outras séries foram divididas com o adversário.
Brandon Bye foi o artilheiro da equipe com 5 gols nesta temporada e foi seguido por Jose Garcia e Jay Mcintosh, que marcaram 3 gols cada um.

### 2017
O treinador Lumumba Shabazz voltou como treinador principal para a temporada de 2017. O treinador Shabazz adicionou Brian Clements à equipe como seu primeiro assistente. O treinador adjunto Jacob Puente também voltou para a temporada de 2017. Outra nova edição da comissão técnica foi Nick Losiewski.
O Kalamazoo FC abriu a temporada de 2017 jogando fora de casa com o  AFC Ann Arbor e sofreu uma derrota por 2 a 0 para o eventual vencedor da divisão. O Kalamazoo FC também enfrentou Ann Arbor para seu primeiro jogo em casa da temporada e mais uma vez caiu por 2-0.
O Kalamazoo FC disputou duas partidas de exibição durante a temporada de 2017. Um contra a La Liga Latina e outro contra o Oakland County FC. La Liga Latina é membro de uma Liga predominantemente hispânica, considerada uma das principais ligas do sudoeste de Michigan. O Kalamazoo FC iria derrotá-los por 4–1. O Oakland County FC, na época da Premier League of America, perdeu a partida por 3–0.
Na temporada de 2017, o Kalamazoo venceu as duas primeiras partidas contra o Lansing United e Milwaukee FC.
O Kalamazoo FC terminaria a campanha de 2017 em 5º na conferência.

### 2018
O Kalamazoo FC contratou Brian Clements como treinador principal das equipes para a temporada 2018 da NPSL.